# 25885 Wiesinger
25885 Wiesinger (tên chỉ định: 2000 SD144) là một tiểu hành tinh vành đai chính. Nó được phát hiện bởi dự án Nghiên cứu tiểu hành tinh gần Trái Đất Lincoln ở Socorro, New Mexico, ngày 24 tháng 9 năm 2000. Nó được đặt theo tên Christoph Wiesinger, an Austrian high school student whose materials và bioengineering project won second place ở the 2009 Giải thưởng Khoa học và Kỹ thuật Intel.